# Národní park Arevik
Národní park Arevik (arménsky Արևիք ազգային պարկ) se nachází v provincii Sjunik na jihu Arménie. Má rozlohu 344 km² a jeho součástí je rezervace Boghakar.
Národní park leží v Zangezurských horách poblíž města Meghri. Protéká jím řeka Astghadzor. Na území se nacházejí listnaté lesy, stepi i horské louky. Roste zde jalovec ztepilý a endemický druh kosatce Iris grossheimii. Nejcennějším živočichem je ohrožený levhart perský. Zdejší faunu dále tvoří medvěd hnědý, ovce kruhorohá, koza bezoárová, vydra říční, orel skalní, orlosup bradatý, sup mrchožravý, tetřívek kavkazský, ťuhýk rudohlavý, velekur kaspický a zmije arménská. Pro oblast je charakteristické bohatství motýlů: žije zde okolo sto padesáti druhů, např. otakárek středomořský, jasoň dymnivkový, modrásek Polyommatus zarathustra a bělásek Pontia chloridice.
Národní park byl vyhlášen v roce 2009.